# Azay-le-Rideau
Azay-le-Rideau là một xã thuộc tỉnh Indre-et-Loire trong vùng Centre-Val de Loire ở miền trung nước Pháp.